# Carlos José García
Carlos José García (Maracay, 12 novembre 1971) è un ex calciatore venezuelano, di ruolo difensore.